# Christian Friedrich Uhlig

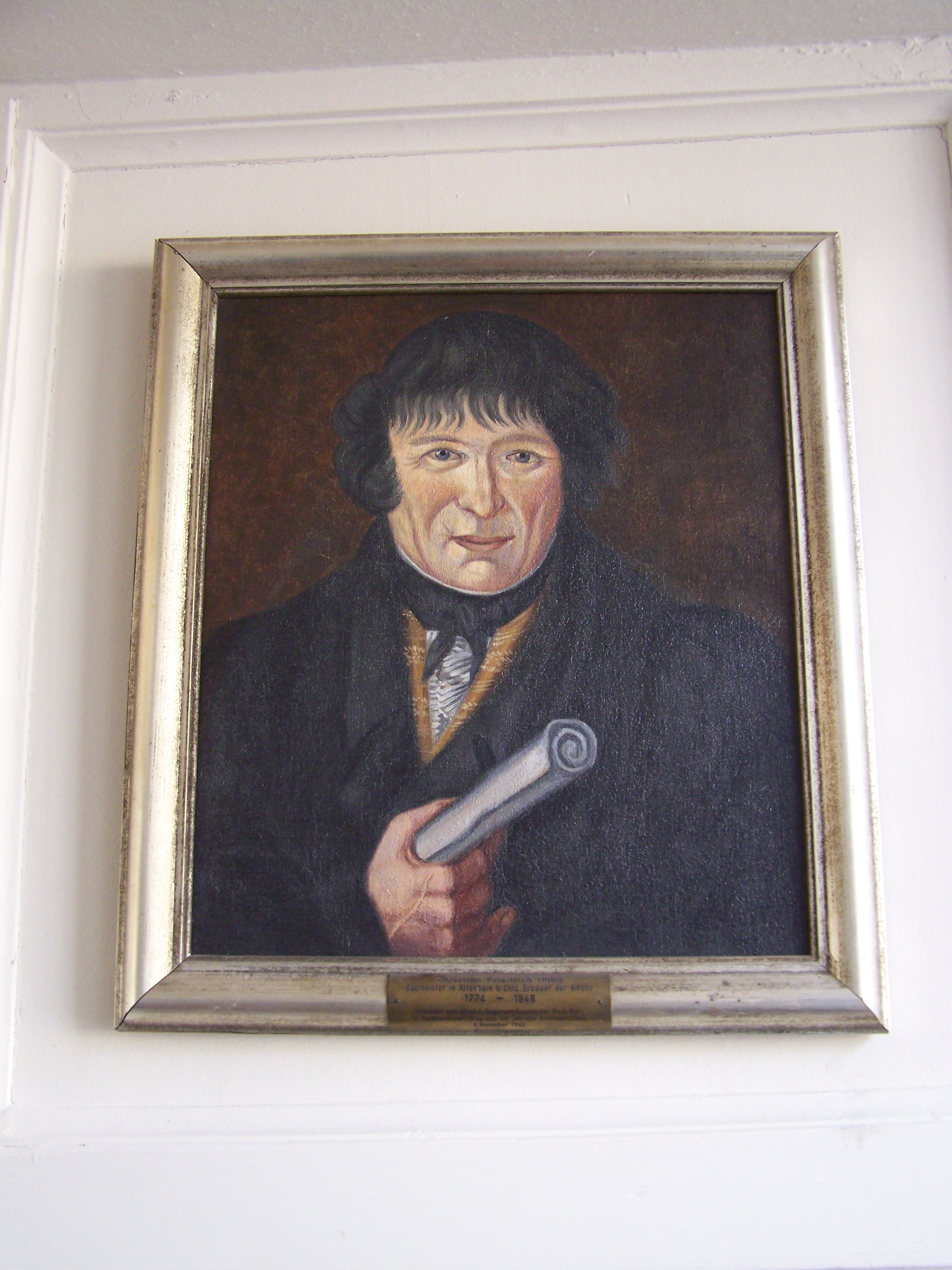
Bildnis des Baumeisters Christian Friedrich Uhlig in der Stadtkirche St. Nicolai Waldheim

Christian Friedrich Uhlig (* 16. Dezember 1774 in Altenhain; † 14. März 1848 ebenda) war ein deutscher Baumeister. Er entwickelte sich in der ersten Hälfte des 19. Jahrhunderts zu einem der bekanntesten Kirchenbaumeister im Erzgebirge und seinem nördlichen Vorland. Außerdem errichtete er mehrere Spinnmühlen und andere Profanbauten.

## Ausbildung und beruflicher Werdegang
Uhlig stammte aus einer Bauernfamilie. Über seine Ausbildung als Tischler und Zimmerer ist wenig bekannt. Nur anhand von Bauten, deren Architektur eine starke Vorbildwirkung auf Uhligs späteres Schaffen hatten, lassen sich Schlüsse über seine Gesellenwanderzeit ziehen. Seit 1798 Hausbesitzer in Altenhain wurde Uhlig von der Tischlerinnung in Zschopau aufgenommen und durfte sich ab 1801 Tischler, Werk- und Zimmermeister nennen. Zunächst war er in der Bauausführung tätig, wobei insbesondere die Zusammenarbeit mit dem Baumeister Johann Traugott Lohse einen prägenden Einfluss auf Uhlig ausübte. Daneben bildete er sich im Selbststudium anhand architektonischer Musterbücher und theoretischer Schriften weiter.
Erst ab 1820 trat Uhlig mit eigenen Entwürfen hervor. Obwohl er bald als Fachmann geschätzt wurde, verzögerte oft Geldmangel seitens der Bauherren die Ausführung seiner Entwürfe.
Neben Uhligs beruflicher Tätigkeit als Baumeister und Zimmermann bewirtschaftete er ab 1819 das Viertelhufengut der Familie. Er starb 1848 im Alter von 74 Jahren und hinterließ drei Söhne, die im Bauhandwerk arbeiteten:
- Gustav Wilhelm Uhlig (1816–) wurde Maurermeister in Grünberg bei Augustusburg,
- Carl Ferdinand Uhlig (1818–1875) wurde Zimmermeister in Altenhain und
- Louis Julius Uhlig (1824–1869) wurde Tischlermeister in Altenhain.

## Bauwerke
Charakteristisch für den Stil der Bauwerke von Uhlig ist die schlichte, klassizistische Gestaltung mit harmonischen Proportionen. Die Fassaden sind mit hohen Rundbogen-Sprossenfenstern und teilweise mit Pilastern und Giebeln gegliedert, wobei der plastische Schmuck sehr sparsam verwendet wird. Die Beschränkung im plastischen Schmuck wird durch die Klarheit aufgewogen; gleichzeitig wird mit Sparsamkeit der bestmögliche Zweck erreicht, wie dies von namhaften Architekturtheoretikern der Zeit (Heinrich Hübsch) propagiert wurde.
Uhlig hat folgende Kirchen geplant und ausgeführt:
- Dorfkirche Einsiedel (erbaut 1822–1827, 1945 ausgebrannt, Turmhelm vereinfacht wiederhergestellt, innen modern gestaltet),
- Dorfkirche Drebach (erbaut 1823–1825),
- Dorfkirche Seifersbach bei Mittweida (erbaut 1826–1828),
- Dorfkirche Großwaltersdorf (erbaut 1829–1831, 1837 abgebrannt),
- Evangelische Kirche Mildenau (erbaut 1834–1839, 1945 ausgebrannt, innen leicht verändert wiederhergestellt),
- Dorfkirche Großwaltersdorf (Wiederaufbau nach Brand 1838–1839),
- Dorfkirche Pappendorf bei Hainichen (erbaut 1839–1840),
- Kirche St. Nicolai (Waldheim) (erbaut 1839–1842),
- Kirche St. Petri (Augustusburg) (erbaut 1840–1845, 1893 nach Brand verändert) und
- Dorfkirche Zettlitz bei Rochlitz (erbaut 1847–1848),
- Dorfkirche Borstendorf (nur Arbeiten im Innenraum 1847).

Folgende Kirchen wurden nach Plänen von Uhlig errichtet:
- Dorfkirche Grünhainichen (erbaut 1848–1850, vollendet durch Amtsmaurermeister Karl Gotthelf Gläser, Gehringswalde und Zimmermeister Heinitz, Zschopau),
- Kirche Thalheim im Erzgebirge (Planung 1840, mit verändertem Turm erbaut 1849–1850 durch Gustav Wilhelm, Carl Ferdinand und Friedrich Louis Julius Uhlig) und
- Dorfkirche Niederstriegis bei Döbeln (erbaut 1849–1850 durch Gustav Wilhelm und Carl Ferdinand Uhlig).

Die Dorfkirche in Wüstenbrand (geplant und erbaut 1851–1852 durch die Gebr. Uhlig) lehnt sich eng an die Formensprache Uhligs an.
Uhlig plante und errichtete folgende Profanbauten:
- Spinnmühle Einsiedel (erbaut 1820–1821, Totalverlust),
- Schule Drebach (erbaut 1825),
- Schule Einsiedel (erbaut 1828–1829),
- Spinnmühle Hennersdorf (erbaut um 1830, verändert erhalten),
- Spinnmühle Herold (erbaut 1833, Totalverlust),
- Spinnmühle Wiesenbad („Himmelmühle“, erbaut 1834, verändert erhalten),
- Spinnmühle Altenhain (untere Spinnmühle, erbaut 1834),
- Spinnmühle Scharfenstein (erbaut 1834–1836, Totalverlust),
- Spinnmühle Grießbach (erbaut 1835, Totalverlust),
- Spinnmühle Tannenberg (erbaut 1838, abgerissen 2017),
- Spinnmühle Altenhain (obere Spinnmühle, Aufstockung eines vorhandenen Mühlengebäudes 1838, verändert erhalten),
- Schule Hennersdorf (erbaut 1838)
- Pfarrhaus Großwaltersdorf (Wiederaufbau nach Brand 1838–1839),
- Schule Großwaltersdorf (Wiederaufbau nach Brand 1838–1839),
- Spinnmühle Hammerleubsdorf (erbaut 1839–1840),
- Gedeckte Holzbrücke Hennersdorf (erbaut 1840),
- Schule Gornau (erbaut 1841, verändert erhalten),
- Schule Kleinolbersdorf (Umbau 1841, verändert erhalten),
- Rathaus Geyer (erbaut 1844, Totalverlust),
- Schule Dittmannsdorf (erbaut 1846) und
- Schule Schönau (erbaut 1846–1847, verändert erhalten).

In der Kirche in Waldheim findet sich ein Porträt von Uhlig.
Im Ortsteil Kleinolbersdorf-Altenhain (Chemnitz) trägt Uhlig zu Gedenken eine Straße seinen Namen: Baumeister-Uhlig-Straße.